# ECHDC1
ECHDC1 (англ. Ethylmalonyl-CoA decarboxylase 1) – білок, який кодується однойменним геном, розташованим у людей на короткому плечі 6-ї хромосоми. Довжина поліпептидного ланцюга білка становить 307 амінокислот, а молекулярна маса — 33 698.
| 10         |  | 20         |  | 30         |  | 40         |  | 50         |
| ---------- |  | ---------- |  | ---------- |  | ---------- |  | ---------- |
| MALKQEMAKS |  | LLKTASLSGR |  | TKLLHQTGLS |  | LYSTSHGFYE |  | EEVKKTLQQF |
| PGGSIDLQKE |  | DNGIGILTLN |  | NPSRMNAFSG |  | VMMLQLLEKV |  | IELENWTEGK |
| GLIVRGAKNT |  | FSSGSDLNAV |  | KSLGTPEDGM |  | AVCMFMQNTL |  | TRFMRLPLIS |
| VALVQGWALG |  | GGAEFTTACD |  | FRLMTPESKI |  | RFVHKEMGII |  | PSWGGTTRLV |
| EIIGSRQALK |  | VLSGALKLDS |  | KNALNIGMVE |  | EVLQSSDETK |  | SLEEAQEWLK |
| QFIQGPPEVI |  | RALKKSVCSG |  | RELYLEEALQ |  | NERDLLGTVW |  | GGPANLEAIA |
| KKGKFNK    |  |            |  |            |  |            |  |            |

A: Аланін

C: Цистеїн

D: Аспарагінова кислота

E: Глутамінова кислота

F: Фенілаланін

G: Гліцин

H: Гістидин

I: Ізолейцин

K: Лізин

L: Лейцин

M: Метіонін

N: Аспарагін

P: Пролін

Q: Глутамін

R: Аргінін

S: Серин

T: Треонін

V: Валін

W: Триптофан

Кодований геном білок за функцією належить до ліаз. 
Задіяний у таких біологічних процесах, як ацетилювання, альтернативний сплайсинг. 
Локалізований у цитоплазмі.